# Бингиза (циклон)
Тропический циклон Бингиза — тропический циклон, сформировавшийся в Индийском океане вблизи северо-восточного побережья Мадагаскара 9 февраля 2011 года.

## Хроника событий
- 9 февраля 2011 года — Становится известно, что циклон набрал умеренную силу и направляется к Реюньону, двигаясь на юго-запад со скоростью 12 км/ч[3].
- 10 февраля 2011 года — Циклон все-таки движется на восточное побережье Мадагаскара со скоростью 7 км/ч. Порывы ветра достигают 102-х км/ч, а высота волн — 5 метров[4].
- 11 февраля 2011 года — Порывы ветра все также достигают 102-х км/ч, высота волн — уже 6 метров[4].
- 12 февраля 2011 года — Циклону присвоена третья категория опасности. Порывы ветра достигают уже 194 км/ч, а высота волн — 5 метров. Циклон двигается со скоростью 6 км/ч, находясь в 250 км к северо-востоку от Винанивау[4].
- 13 февраля 2011 года — Циклону присвоена уже IV категория опасности. Порывы ветра достигают 232 км/ч, а высота волн — 8.53 метра. Циклон двигается со скоростью 9 км/ч, находясь в 500 км северо-восточнее Сандракаи[4].
- 14 февраля 2011 года — Циклон достиг Северного Мадагаскара. Категория циклона понижена до третьей. Порывы ветра достигают 194 км/ч, а высота волн — 5,49 метра. Циклон двигается со скоростью в 15 км/ч[4].
- 15 февраля 2011 года — Циклон переходит в состояние тропической депрессии. Двигается она со скоростью 19 км/ч, порывы ветра внутри её достигают скорости в 83 км/ч, а находится к юго-востоку от Национального парка Байе Де Бали[4].
- 16 февраля 2011 года — Депрессия движется на юго-запад и находится в 60 км к западу от Мазоариво уже в Индийском океане. Её порывы ветра достигают 83 км/ч, а высота волн в океане — 4,57 метра[4].
- 17 февраля 2011 года — Депрессия резко повернула на юго-восток и проходила юго-западнее Суазераны[4]. В этот же день она и разрушилась над Фианаранцуа[5].

## Последствия
- В ранние часы 14 февраля циклон третьей категории с порывами ветра до 220 км/ч достиг Мадагаскара, обрушившись на 5 его округов: Суаниерана-Ивунгу, Санте-Мари, Северная Мананара, Маруанцетра, Мандритсара. Согласно неофициальным данным, 80 % домов в Северной Мананаре разрушены, в округах Санте-Мари и Суаниерана-Ивунгу мало разрушений, а в Маруанцетра и Мандритсара разрушены несколько общественных зданий и электротехнические сооружения, но нет человеческих жертв[2]. По меньшей мере, 34 человека погибли, около 77000 человек остались без жилища после прохождения тропического циклона Бингиза над Северным Мадагаскаром, согласно последнему докладу властей. На юго-востоке страны после сильных дождей затоплены жизненно важные посевы перца, риса и ванили[1].